# 中国共产党宁羌县委员会
中国共产党宁羌县委员会，简称中共宁羌县委，是中国共产党曾经在陝西省宁羌县（今宁强县）设立的领导组织。

## 历史
1930年10月，王述绩等人在宁羌城内建立中共宁羌县委，是中国共产党在陕南地区建立的第一个县委组织。
1935年2月3日，红四方面军攻打宁羌县城。2月4日，占领宁羌县城。2月5日，余诚斌率川陕苏区独立第二师留驻宁羌，红军主力挺进沔县。随后，红四方面军在地下党的配合下，新建中共川陕省宁羌县委，隶属于中共川陕省委管辖。